# Новопетрівка (Привільненська сільська громада)
Новопетрі́вка — село в Україні, у Привільненській сільській громаді Баштанського району Миколаївської області. Населення становить 314 осіб.

## Історія
Село Новопетрівка було засноване в 1815 році на місці козацьких зимівників. Але, оскільки села тоді не організовували, датою заснування вважається 1921 рік.
Першими родинами, які пересилились, були: Слюсаренки, Бардани, Лисенки, Новаки.  В 1926р. відкрилась перша школа. В 60-х роках була побудована нова школа.
Після революції була організована артіль. Багато людей пішли працювати колективно. На той час люди працювали за трудодні. Зарплати майже не платили, але в колгоспній коморі одержували продукти: помідори, огірки, кавуни, яблука, виноград, м'ясо, хліб, капусту і так далі.
В 50-х роках минулого століття організувався  радгосп ім. Леніна, де головою був Дишловий Л. Через деякий час були об'єднані села: Новопетрівка, Новофонтанівка, Кашперо-Миколаївка, Катеринівка, у колгосп «Світанок».

## Населення
Згідно з переписом УРСР 1989 року чисельність наявного населення села становила 337 осіб, з яких 152 чоловіки та 185 жінок.
За переписом населення України 2001 року в селі мешкало 311 осіб.

### Мова
Розподіл населення за рідною мовою за даними перепису 2001 року:
| Мова       | Відсоток |
| ---------- | -------- |
| українська | 91,08 %  |
| російська  | 6,05 %   |
| молдовська | 2,55 %   |
| білоруська | 0,32 %   |